# 9275 Перссон
9275 Перссон (9275 Persson) — астероїд головного поясу, відкритий 16 березня 1980 року.
Тіссеранів параметр щодо Юпітера — 3,212.
Названо на честь шведського державного діяча, кацлера короля Еріка XIV Йорана Перссона.